# スカタライツ
ザ・スカタライツ（英: The Skatalites）は、ジャマイカのスカ・バンド。

## 概要
スカタライツは、1963年、音楽プロデューサーのコクソン・ドッドが、自らのレーベルスタジオ・ワンのハウスバンドとして集めたのが始まりである。ジャッキー・ミットゥ、ドン・ドラモンド、ローランド・アルフォンソ、トミー・マクックらを中心に、年齢を超えたジャズ演奏家たちで構成された。
「ナバロンの要塞（Guns of Navarone）」を含む彼らの最もよく知られている歌の多くは、1964年と1965年の間に録音された。トロンボーン奏者のドン・ドラモンドのアレンジによる『マン・イン・ザ・ストリート (Man In The Street)』がUKのトップ10に入った。メンバーたちはアメリカのジャズ・ミュージシャンを尊敬していた
1965年1月1日、ドン・ドラモンドがガールフレンドの殺人によって投獄される。そしてその年の8月、スカタライツは最後のショーを行っている。ドン・ドラモンドは、1969年5月6日、37歳で死亡した。
解散後、ローランド・アルフォンソとジャッキー・ミットゥはスタジオ・ワンに残り「ソウル・ブラザーズ」を結成。トミー・マクックはデューク・リードの下へ移りスーパー・ソニックスを結成する。共に多くのロックステディのアーティストのバックを務めた。その後、ソウル・ブラザーズはソウル・ベンダーズ、サウンド・ディメンションなどとグループ名を変更した。
1980年代、ジャマイカ島外に移住していたオリジナル・メンバーらを中心に再結成される。1989年4月に初来日。2002年には世界ツアーを行なっている。

## ディスコグラフィ

### スタジオ・アルバム
- 『スカ・オーセンティック』 - Ska Authentic (1964年、Studio One)
- Ska Boo-Da-Ba (1966年、Top Deck/Doctor Bird)
- Ska Authentic Vol. 2 (1967年、Studio One)
- Celebration Time (1968年、Studio One)
- The Skatalite! (1969年、Treasure Isle)
- 『アフリカン・ルーツ』 - The Legendary Skatalites/African Roots (1976年、Jam Sounds) ※ロイド・ブリヴェット・ウィズ・スカタライツ名義
- 『リターン・オブ・ザ・ビッグ・ガンズ』 - Return of the Big Guns (1984年、Island)
- 『スカ・タ・ショッツ』 - Ska-Ta-Shots (1988年、NEC Avenue)
- 『ワールドフェイマスカ』 - Ska Voovee (1993年、Shanachie)
- 『ハイ・バップ・スカ』 - Hi-Bop Ska (1994年、Shanachie)
- Greetings from Skamania (1996年、Shanachie)
- Ball of Fire (1998年、Island)
- 『バシャカ』 - Bashaka (2000年、Marston Recording Corporation) ※with Ken Boothe
- 『フロム・パリ・ウィズ・ラヴ』 - From Paris with Love (2002年、World Village)
- 『ローリング・ステディ』 - Rolling Steady: The 1983 Music Mountain Sessions (2007年、Motion) ※1983年録音
- 『オン・ザ・ライト・トラック』 - On the Right Track (2007年、AIM)
- 『ウォーク・ウィズ・ミー』 - Walk With Me (2012年)
- 『プラチナム・スカ』 - Platinum Ska (2016年、Island Empire)

### ライブ・アルバム
- Live at Sunsplash (1984年)
- 『ストレッチング・アウト』 - Stretching Out (1986年、ROIR) ※1983年録音
- 『ムード・フォー・スカ』 - Mood For Ska (1989年、NEC Avenue) ※1983年録音
- 『スカ・グルーヴ・イン・ジャパン』 - Ska Groove In Japan (1989年、Alpha Enterprise)
- 『Roots Party』 - Roots Party (2003年、FullFill)
- Live at Lokerse Feesten (2006年、Charly) ※1997年、2002年録音。CD/DVD
- 『イン・オービットVOL.1』 - In Orbit Vol. 1 – Live from Argentina (2006年、Phantom Sound & Vision)
- Skatalites in Orbit, Vol. 1 & 2 (2010年、Sony)
- Ska-talites – History of Ska, Rocksteady & Reggae (2015年、United Sound)
- Live at the Belly Up (2020年、Belly Up Live)

### コラボレーション・アルバム
- 『Long Hot Summer』 - 1963 – The Long Hot Summer (1963年) ※with Laurel Aitken
- In the Mood for Ska (1967年、Trojan) ※with Lord Tanamo
- With Sly & Robbie & Taxi Gang (1984年、Vista)
- Ska Titans: Laurel Aitken & The Skatalites (1999年)
- Ska Splash (2002年、Moonska) ※with Laurel Aitken and House of Rhythm
- Long Hot Summer 1963 Volume 2 (2006年、Grover) ※with Laurel Aitken